# Richard Bull (acteur)
Pour les articles homonymes, voir Richard Bull et Bull.
Richard Bull  , né le 26 juin 1924 à Zion dans l'Illinois  et mort le 3 février 2014 à Calabasas en Californie, est un acteur américain. 
Il est notamment connu pour son rôle dans La Petite Maison dans la prairie en tant que Nels Oleson.

## Biographie
Il est notamment connu pour avoir joué le rôle de Nelson "Nels" Oleson, époux soumis de l'incontournable Harriet Oleson (jouée par Katherine MacGregor) et père de Nellie Oleson (jouée par Alison Arngrim) dans la série culte La Petite Maison dans la prairie.
En 2013, l'auteur français Patrick Loubatière lui consacre un magazine hommage de 32 pages, Richard Bull Forever, avec longue interview et multiples photos personnelles inédites.
Il meurt d'une pneumonie, le lundi 3 février 2014 sur le campus du Fonds canadien de télévision Picture Motion à Calabasas aux États-Unis.

## Filmographie

### Cinéma
- 1957 : Prisonnier de la peur (Fear Strikes Out), de Robert Mulligan : Reporter Slade
- 1959 : La Vie à belles dents (But Not for Me), de Walter Lang : Vendeur de tickets
- 1961 : Then There Were Three d'Alex Nicol
- 1964 : Della, de Robert Gist : Mark Nodella
- 1965 : Station 3 : Ultra Secret (The Satan Bug), de John Sturges : Eric Cavanaugh
- 1967 : Sept secondes en enfer (Hour of the Gun), de John Sturges : Thomas Fitch (l'avoué)
- 1968 : L'Affaire Thomas Crown (The Thomas Crown Affair), de Norman Jewison : Le garde de la cabine
- 1968 : The Secret Life of an American Wife (en) de George Axelrod : Howard
- 1968 : L'Homme sauvage (The Stalking Moon), de Robert Mulligan : Docteur
- 1970 : Move de Stuart Rosenberg : Keet
- 1971 : L'Homme de la loi (Lawman), de Michael Winner : Dusaine
- 1971 : Le Mystère Andromède (The Andromeda Strain), de Robert Wise : Major de l'US Air Force
- 1972 : Moonfire (en) de Michael Parkhurst
- 1972 : Man and Boy d'E. W. Swackhamer : Thornhill
- 1972 : Fureur apache (Ulzana's Raid), de Robert Aldrich : Ginsford (colon)
- 1973 : L'Homme des Hautes Plaines (High Plains Drifter), de Clint Eastwood : Asa Goodwin
- 1973 : Complot à Dallas (Executive Action), de David Miller : Le tireur de l'équipe A
- 1973 : Breezy, de Clint Eastwood : Docteur
- 1974 : Newman's Law (en) de Richard T. Heffron : Immigré
- 1974 : À cause d'un assassinat (The Parallax View), d'Alan J. Pakula : Parallax Goon
- 1975 : Mr. Sycamore de Pancho Kohner : Dr Ferfield
- 1978 : A Different Story (en) de Paul Aaron : Mr. Cooke
- 2000 : A Day in a Life de Jean Mercier : Will
- 2001 : The Secret, de Melinda Roenisch : Papy
- 2006 : Bienvenue en prison (Let's Go to Prison), de Bob Odenkirk : Membre du Conseil d'administration #2

### Télévision
- 1958 : Tales of Frankenstein : Paul Halpert
- 1962 : Les Incorruptibles (The untouchables) Saison 4 épisode 11 (The Floyd Gibbons Story) : un client qui sort du restaurant
- 1964-1968 : Voyage au fond des mers : Le médecin-chef
- 1967 : Mission impossible : saison 1 épisode 24 : Le train : Oliver Donovan
- 1967 : Ma sorcière bien aimée (Bewitched) (Série TV) : John Alden
- 1968 : Des agents très spéciaux (The Man from U.N.C.L.E) (série) : (The Seven Wonders of the World Affair - Part 2)
- 1971 : Sweet, Sweet Rachel : Lt. Fisher
- 1971 : Columbo : Attente (Lady in Waitin) (série) : 2d détective
- 1973 : The President's Plane Is Missing (en) : Premier contrôleur
- 1974 : 120 degrés Fahrenheit (en) (Heat Wave!) : Fonctionnaire du Département de la santé
- 1977 : A Sensitive, Passionate Man : Dr Lazerow
- 1979 : Meurtres à San Francisco (The Golden Gate Murders) : Coroner adjoint
- 1980 : The Great Cash Giveaway Getaway : Mr. Dornbusch
- 1982 : Capitol (Capitol) (série) : Juge (épisodes inconnus, 1984-1985)
- 1974-1983 : La Petite Maison dans la prairie (Little House : A New Beginning) : Nelson "Nels" Oleson
- 1985 : A Death in California : Juge Leonard Ginsbur'
- 1990 : Where Pigeons Go to Die (en) : Dr SandU
- 1999 : Urgences (ER) (Série TV) : Un passager dans le métro
- 2003 : Normal : Le père de Roy

## Anecdotes
Richard Bull apparait dans un épisode d'Urgences, laissant à Carol Hathaway une place assise dans le métro, alors qu'elle est enceinte de ses jumelles.
Il apparaît aussi en 1967 dans la célèbre série télévisée américaine Ma sorcière bien-aimée, dans l'épisode 12 de la saison 4 intitulé En ce temps-là.
Il fait également une apparition dans la série Les Routes du paradis, dans les épisodes 24 et 25 de la saison 1 auprès de Michael Landon et de Victor French.
Dans la série américaine des années 60 Voyage au fond des mers, il joue le rôle du médecin-chef.